# هنري بوردو
هنري بوردو (بالفرنسية: Henry Bordeaux)‏ (25 يناير 1870 في فرنسا - 29 مارس 1963، باريس في فرنسا)؛ كاتب، صحفي، محامي وروائي فرنسي.

## الجوائز
- وسام جوقة الشرف

## روابط خارجية
- هنري بوردو على موقع IMDb (الإنجليزية)
- هنري بوردو على موقع مونزينجر (الألمانية)
- هنري بوردو على موقع ميوزك برينز (الإنجليزية)